# Żółwik malowany
Żółwik malowany, żółw malowany (Chrysemys picta) – gatunek gada z podrzędu żółwi skrytoszyjnych z rodziny żółwi błotnych (Emydidae).

## Występowanie
Spotykany od południowej Kanady do północnego Meksyku (stan Chihuahua).

## Podgatunki
Obecnie zazwyczaj wymienia się trzy podgatunki żółwika malowanego:
- Ch. picta picta (Schneider, 1783)
- Ch. picta bellii (Gray, 1831)
- Ch. picta marginata Agassiz, 1857

Takson dorsalis, uznawany przez wielu autorów za czwarty podgatunek żółwika malowanego, jest obecnie zwykle uznawany za osobny gatunek Chrysemys dorsalis.

## Wygląd
W zależności od podgatunku żółw ten osiąga od 18 do 25 cm długości. Pancerz ma raczej płaski, barwy zielonooliwkowej lub oliwkowej w różnych odcieniach (aż do czarnego). Na tym tle na karapaksie i głowie występują żółte lub pomarańczowe plamy. Rozróżnia się cztery układy tych plam.

## Biologia i środowisko
Występuje w wodach stojących (jeziorach, stawach), a także w rzekach o powolnym nurcie. Preferuje spokojne zbiorniki wodne obficie porośnięte roślinnością. Podejmuje niedalekie wędrówki w okolicach zbiornika, często wygrzewa się na słońcu. Na północnych krańcach swojego zasięgu zimuje na dnie (zagrzebany w mule), co trwa 4–6 miesięcy. Jest odporny na zimowe spadki temperatury – może przeżyć nawet wtedy, gdy zamarznie ponad 50% wody pozakomórkowej w jego organizmie.

## Ochrona
Handel tym gatunkiem żółwia został zakazany na terenie Unii Europejskiej. Chrysemys picta został wymieniony w aneksie B Rozporządzenia Rady (WE) Nr 338/97 o handlu dzikimi zwierzętami, ponieważ masowo był sprowadzany na teren Unii Europejskiej w celach hodowlanych, co spowodowało zagrożenie dla rodzimych gatunków zamieszkujących teren Unii Europejskiej.
Gatunek uznany za inwazyjny na terenie Polski. Ujęty w rozporządzeniu Ministra Środowiska z dnia 9 września 2011 r. w sprawie listy roślin i zwierząt gatunków obcych, które w przypadku uwolnienia do środowiska przyrodniczego mogą zagrozić gatunkom rodzimym lub siedliskom przyrodniczym. W związku z tym, wwiezienie do Polski żółwia z tego gatunku wymaga zgody Generalnego Dyrektora Ochrony Środowiska, natomiast przetrzymywanie, hodowla, rozmnażanie, oferowanie do sprzedaży i zbywanie wymaga zgody Regionalnego Dyrektora Ochrony Środowiska.